# Ніва Кокі
Кокі Ніва (яп. 丹羽 孝希, нар. 10 жовтня 1994) — японський настільний тенісист, срібний призер Олімпійських ігор 2016 року.

## Виступи на Олімпіадах
| Олімпіада           | Дисципліна       | Місце |
| ------------------- | ---------------- | ----- |
| Лондон 2012         | командний розряд | 5     |
| Ріо-де-Жанейро 2016 | одиночний розряд | 5     |
| Ріо-де-Жанейро 2016 | командний розряд | 2     |

## Зовнішні посилання
- Кокі Ніва — олімпійська статистика на сайті Sports-Reference.com (англ.) (архівна версія)